# Nedlitzer Niederung
Koordinaten: 52° 3′ 21″ N, 12° 13′ 4″ O
Die Nedlitzer Niederung ist ein Naturschutzgebiet in der Stadt Zerbst/Anhalt im Landkreis Anhalt-Bitterfeld in Sachsen-Anhalt.
Das Naturschutzgebiet mit dem Kennzeichen NSG 0037 ist 160,29 Hektar groß. Es ist zum größten Teil Bestandteil des FFH-Gebietes „Obere Nuthe-Läufe“ und nahezu vollständig vom Landschaftsschutzgebiet „Westfläming“ umgeben. Das Gebiet steht seit dem 1. Mai 1961 unter Schutz (Datum der Verordnung: 30. März 1961). Zuständige untere Naturschutzbehörde ist der Landkreis Anhalt-Bitterfeld.
Das Naturschutzgebiet liegt östlich von Deetz und südwestlich von Nedlitz, beides Ortsteile von Zerbst/Anhalt im Naturpark Fläming. Es stellt ein Mosaik aus feuchten Wiesen und Wäldern in der Niederung der Hagendorfer Nuthe sowie den Ostteil des durch Anstau der Nuthe entstandenen Deetzer Teiches unter Schutz. Die überwiegend feuchten Wiesen sind vielfach als Honiggraswiesen und teilweise als Fuchsschwanzwiesen ausgeprägt. Auf trockeneren Standorten siedeln Wiesenlabkraut, Gewöhnliches Ruchgras und Rotschwingel. Teilweise sind die Wiesen als Kohldiestelwiesen ausgeprägt. Hier siedeln u. a. Seggen, Kuckuckslichtnelke und Flaumiger Wiesenhafer.
Die Ufer des Deetzer Teiches werden großflächig von Schilfröhricht mit Sumpfseggenried, Scheinzypressenried und Wasserschwadenröhricht eingenommen. Die Wasserfläche wird teilweise von Schwimmblattgesellschaften bedeckt. Der Teich wird fischereiwirtschaftlich genutzt und dient auch der Naherholung. Am Nordufer befindet sich außerhalb des Naturschutzgebietes eine Badestelle.
Die Wälder im Naturschutzgebiet werden überwiegend von Erlenbruchwald und Traubenkirschen-Erlen-Eschenwald gebildet. In den trockeneren Randbereichen stocken Eichenmischwälder mit Flatter- und Feldulme. Stellenweise wurden naturnahe Wälder durch Kiefernforste ersetzt.
Die Bruchwälder im Naturschutzgebiet sind Lebensraum von Kranich und Bekassine. Die Wiesen bieten Braunkehlchen, Wiesenpieper und Bekassine, die Röhrichte um den Deetzer Teich der Rohrweihe geeigneten Lebensraum.
Das Naturschutzgebiet wird von landwirtschaftlichen Nutzflächen und Wäldern umgeben. Die Grünländereien im Naturschutzgebiet werden überwiegend intensiv genutzt, wodurch naturnahe Wiesengesellschaften zerstört werden.